# Monte Walsh (album)
Monte Walsh è il terzo album in studio di Cass Elliot, utilizzato anche come colonna sonora dell'omonimo film. 
È completamente composto dal cantautore Jonathan Barry Prendergast, che l'anno successivo decise di reinciderlo, cantato da lui stesso, con l'aggiunta di alcune tracce.

## Accoglienza
Il disco ebbe un basso riscontro commerciale, segnando così di fatto l'inizio del declino della carriera di Cass Elliot.

## Tracce
Lato A
1. The Good Times Are Coming – 2:17
2. Men Walk – 2:23
3. Stocking Feet – 3:26
4. Round Up – 1:34
5. Candle and Bad – 2:45
6. Old Friends – 2:57
7. Across the Prior – 2:59
8. That Old Box – 2:24

## Musicisti
- Cass Elliot - voce
- Ben Benay - chitarra
- Jonathan Barry Prendergast - chitarra
- Jimmy Haskell - tastiera
- Joe Osborn - basso
- Hal Blaine - batteria, percussioni